# 伯尔瓦尼
伯尔瓦尼（Barwani），是印度中央邦伯尔瓦尼县的一个城镇。总人口43222（2001年）。

## 人口
该地2001年总人口43222人，其中男性22419人，女性20803人；0—6岁人口6238人，其中男3206人，女3032人；识字率66.69%，其中男性为73.46%，女性为59.39%。